# 범안동
범안동(範安洞)은 대한민국 경기도 부천시의 폐지된 행정동이다. 2019년 7월 1일에 범박동, 괴안동, 역곡3동이 병합되어 만들어졌다. 동명은 범박동과 괴안동에서 한 자씩 따 온 것이다.

## 법정동
- 괴안동(槐安洞)
- 범박동(範朴洞)
- 계수동(桂壽洞)
- 옥길동(玉吉洞)

## 연혁
- 1914년 4월 1일: 부천군 계남면 괴안리, 범박리, 소래면 옥길리, 계수리.
- 1931년 4월 1일: 계남면이 소사면으로 개칭함.
- 1941년 10월 1일: 소사면이 소사읍으로 승격함.
- 1973년 7월 1일: 부천시 승격으로 부천시 괴안동, 범박동이 됨. 행정동 역곡괴안동, 범박동[출처 필요]이 설치됨. 소래면은 시흥군으로 편입됨.
- 1980년 하반기: 소래면이 소래읍으로 승격함.
- 1983년 2월 15일: 시흥군 소래읍 옥길리와 계수리 일부가 부천시에 편입되어 옥길동, 계수동이 됨.
- 1983년 10월 1일: 역곡괴안동이 역곡동, 괴안동으로 분동함.
- 1988년 1월 1일: 구제 실시로 부천시 남구 괴안동이 됨.
- 1989년 5월 1일: 괴안동이 역곡3동, 괴안동으로 분동함.
- 1993년 2월 1일: 남구 역곡3동을 소사구 역곡3동으로, 남구 괴안동을 소사구 괴안동으로 개칭함.
- 2016년 7월 4일: 구제 폐지.
- 2019년 7월 1일: 광역동 제도의 도입에 따라 범박동, 괴안동, 역곡3동을 범안동으로 통합함.
- 2024년 1월 1일: 일반동 제도의 도입에 따라 범안동을 범박동, 괴안동, 역곡3동, 옥길동으로 분동함.

## 교육

### 초등학교
- 부천부안초등학교
- 부천양지초등학교
- 부천일신초등학교
- 범박초등학교
- 옥길산들초등학교
- 옥길버들초등학교
- 창영초등학교

### 중학교
- 부천일신중학교
- 부천동중학교
- 부천동여자중학교
- 옥길중학교
- 범박중학교

### 고등학교
- 시온고등학교
- 범박고등학교

## 인구
2010년 범박동의 인구는 21,872명이고 이 중 남자는 10,967명, 여자는 10,905명으로 남자가 많고 성비는 100.6이다. 14세 이하의 유소년 인구의 비율은 17.7%로 부천시 평균 15.8%보다 많고 노년 인구 비율은 7.1%이고, 가장 인구가 많은 연령대는 45~49세이다.

## 명소
- 목일신공원
- 괴안근린공원
- 부천시남부수자원생태공원